# Tepepa
Tepepa è un film del 1969, diretto da Giulio Petroni.

## Trama
Il governo del "compagno" Madero non soddisfa il peone Tepepa, che continua la sua battaglia contro le truppe del governo insieme ad un gruppo di fedeli combattenti, sentendosi preso in giro dall'ex-rivoluzionario ora capo dello stato. Tepepa si trova più volte a fronteggiare il temibile colonnello Cascorro e viene costantemente perseguitato da un dottore inglese, Henry Price, desideroso di vendicare una ragazza appartenente ad una ricca famiglia, di cui il medico era innamorato e che Tepepa aveva violentato inducendola al suicidio.
Durante l'ultima battaglia Cascorro riesce finalmente a ferire Tepepa, più volte sfuggitogli, ma nello scontro decisivo viene ucciso dal rivoluzionario. Nel frattempo il medico, che nonostante l'odio per Tepepa era rimasto al fianco dei rivoluzionari, riesce a vendicarsi del peone, uccidendolo con un bisturi subito dopo avergli estratto la pallottola dalla ferita. La morte di Tepepa, però, non segna la fine della rivoluzione, ed altri continueranno la battaglia al suo posto.

## Produzione
Il film vede la partecipazione di Tomas Milian ed Orson Welles nei ruoli di protagonista e antagonista rispettivamente.
 Il regista Giulio Petroni espresse il proprio disappunto nei confronti di Welles. Petroni dichiarò che l'atmosfera sul set era tesa. In effetti, scrive Marco Giusti, Welles chiamava Milian (che invece lo idolatrava) "quel cubano".